# Comité de libération de la police parisienne
Le Comité de libération de la police parisienne désigne le regroupement mis en place au printemps de 1944 par trois groupes policiers parisiens de résistance à l'occupation allemande de la France, à savoir Honneur de la police, Front national de la police et Police et Patrie. Il a été l'organe déclencheur de la grève de la police parisienne, le 15 août 1944, et de la part prise par la préfecture de police dans la libération de la capitale.